# The Great Annihilator
The Great Annihilator è il nono album discografico del gruppo musicale rock sperimentale statunitense Swans, pubblicato nel 1995.

## Tracce
Tutti i brani sono di Michael Gira, tranne dove indicato.
1. In – 2:27
2. I Am the Sun – 3:23
3. She Lives! – 7:00
4. Celebrity Lifestyle – 4:10
5. Mother/Father – 4:07
6. Blood Promise – 4:15
7. Mind/Body/Light/Sound – 4:52
8. My Buried Child – 2:58 (Gira, Jarboe)
9. Warm – 4:54
10. Alcohol the Seed – 3:29
11. Killing for Company – 6:55
12. Mother's Milk – 2:26
13. Where Does a Body End? – 3:42
14. Telepathy – 6:11
15. The Great Annihilator – 4:53
16. Out – 2:24 (Gira, Jarboe)

## Formazione
- Michael Gira
- Jarboe
- Bill Rieflin
- Algis Kizys
- Norman Westberg
- Clinton Steele
- Ted Parsons